# Johnnie Johnson (pilot)
El Vicemariscal de l'Aire Johnnie Johnson (anglès: James Edgar Johnson)  (Barrow upon Soar, 9 de març de 1915 - Buxton, 30 de gener de 2001) CB, CBE, DSO i Dues Barres, DFC & Barra sobrenomenat "Johnnie", va ser un pilot de la Royal Air Force (RAF) i as de l'aviació que va volar i va lluitar durant la Segona Guerra Mundial.
Johnson va créixer i es va formar als East Midlands, on va assolir el títol d'enginyer. Un esportista, Johnson es va trencar la clavícula mentre jugava a rugbi, una lesió que després va complicar les seves ambicions de convertir-se en pilot de caça. Johnson havia estat interessat en l'aviació des de la seva joventut i va sol·licitar formar part de la RAF. Va ser rebutjat inicialment, primer per motius socials, i després per motius mèdics; Finalment va ser acceptat l'agost de 1939. Tanmateix, els problemes de lesions van tornar durant la seva formació primerenca i la seva carrera de vol, i perdent-se la batalla de França i la batalla d'Anglaterra entre maig i octubre de 1940.
El 1940 Johnson va fer una operació per restablir la seva clavícula i va començar a volar regularment. Va participar en les escomeses ofensives per l'Europa ocupada pels alemanys del 1941 al 1944, gairebé sense descans. Johnson va estar involucrat en forts combats aeris durant aquest període. La seva gira de combat va incloure la participació en el Raid de Dieppe, l'ofensiva combinada de bombarders, la batalla de Normandia, l'operació Market Garden, la batalla de les Ardenes i la Invasió aliada occidental d'Alemanya. Johnson va assolir el rang de capità de grup al final de la guerra.
A Johnson se li va acreditar 34 victòries individuals contra avions enemics, així com set victòries compartides, tres compartides probables, 10 malmesos, tres malmesos compartits i un destruït a terra. Johnson va volar 700 operacions i va atacar 57 avions enemics en 57 ocasions. A la seva llista de victòries individuals hi havia 14 Messerschmitt Bf 109s i 20 Focke-Wulf Fw 190 destruïts, convertint-lo en l'as de la RAF amb més èxit contra els Fw 190. Aquest marcador el convertí en el millor as aliat occidental contra la Luftwaffe alemanya.
Johnson va continuar la seva carrera a la RAF després de la guerra, i va servir a la Guerra de Corea abans de retirar-se el 1966 amb el rang de vice-mariscal de l'aire. Va mantenir el seu interès en l'aviació i va parlar en públic sobre el tema a més d'introduir-se en el negoci de l'aviació. Johnnie Johnson va romandre actiu fins a la seva mort per càncer el 2001.

## Biografia
Johnson va néixer el 9 de març de 1915 a Barrow upon Soar, Leicestershire, fill d'Alfred Johnson i Beatrice May Johnson. Va viure i va ser criat a Melton Mowbray, on el seu pare era un policia. Alfred Johnson va ser inspector a mitjans dels anys trenta. Un vespre, Oswald Mosley, el líder de la Unió Britànica de Feixistes, va celebrar una trobada a la ciutat. La llicència per a la reunió va caducar a les 22:00, moment en què Alfred Johnson va anar sol i va expulsar els feixistes de l'edifici.
Johnson va ser educat a Camden Street Junior School i Loughborough Grammar School. L'oncle de Johnson, Edgar Charles Rossell, que havia guanyat la Creu Militar amb els Royal Fusiliers el 1916, va pagar l'educació de Johnson a Loughborough. Segons el seu germà Ross, durant el seu temps allà, Johnson va ser gairebé expulsat després de rebutjar el càstig per una falta, creient que era injustificada: "era molt de principi i simplement es va excavar els talons". Entre els aficions i interessos de Johnson estaven el tir i l'esport; va disparar conills i ocells al camp local.
Johnson va assistir a la Universitat de Nottingham, on es va qualificar com a enginyer civil amb 22 anys. Johnson es va convertir en agrimensor al Melton Mowbray Urban District Council abans de passar a ser enginyer adjunt amb el Consell de districte urbà de Chigwell a Loughton. El 1938, Johnson es va trencar la clavícula jugant a rugbi al Chingford Rugby Club ; la lesió es va establir erròniament i no es va curar correctament, cosa que després va causar-li dificultats en l'inici de la seva carrera de vol.

## Unir-se a la RAF
Johnson va començar a prendre lliçons de vol a càrrec seu càrrec. Va sol·licitar unir-se a la Força Aèria Auxiliar (AAF), però va trobar alguns dels problemes socials que apareixien a la societat britànica. Johnson va sentir-se rebutjat per la seva condició de classe. La fortuna de Johnson havien de millorar. La perspectiva de la guerra va augmentar després de la crisi de Múnic, i els criteris per als sol·licitants van canviar a mesura que la RAF es va expandir i va portar homes de procedència social ordinària. Johnson es va tornar a presentar a l'AAF. Li van informar que ja hi havia pilots suficients, però hi havia algunes places vacants als esquadrons de globus. Johnson va rebutjar l'oferta.
Inspirat en alguns amics de Chingford que s'hi havien unit, Johnson va sol·licitar de nou l'adhesió a la Reserva de Voluntaris de la Royal Air Force (RAFVR). La RAFVR era un mitjà per entrar a la RAF per a joves amb antecedents ordinaris. Tots els tripulants aeris voluntaris van ser fets sergents en unir-se amb la possibilitat d'una comissió. Un cop més, va ser rebutjat, aquesta vegada perquè va haver-hi massa candidats per a la vacant i la seva lesió el va fer inadequat per a les operacions de vol. La seva ambició frustrada, Johnson es va unir al Leicestershire Yeomanry, on la lesió no va suposar un impediment per a l'allistament. Es va incorporar a la unitat de l'Exèrcit Territorial perquè, tot i que estava en una ocupació de reserva, si arribava la guerra, no tenia "intenció de veure la durada de la construcció de refugis antidisturbis ni de supervisar els equips de descontaminació". Johnson es conformava a la Yeomanry. Un dia tot passejant per Burleigh, Berkshire, al campament anual, Johnson va desviar-se cap a RAF Wittering a Cambridgeshire. En veure una fila de caces Hawker Hurricane, Johnson va assenyalar "Si he de lluitar contra Hitler, més aviat combatria en un d'aquests que no pas en un gran cavall cruent!".

### Entrenament en vol
L'agost de 1939, Johnson va ser finalment acceptat per la RAFVR i va començar a entrenar els caps de setmana al camp d'aviació Stapleford Tawney, un aeròdrom satèl·lit de RAF North Weald. Allà va rebre instruccions sobre navegació aèria. Impartit per pilots retirats del servei de la 21 Elementary & Reserve Flying Training School, Johnson es va formar al biplà de Havilland Tiger Moth. En esclatar la guerra el setembre de 1939, amb el rang de sergent, Johnson es dirigí cap a Cambridge. Va arribar a la 2a ala d'entrenament inicial per començar la instrucció de vol. Va ser entrevistat per oficials superiors en què va dir la seva professió i els seus coneixements de topografia, Agrimensura i mapatge el faria més útil en un paper de reconeixement. El comandant de l'ala va acceptar, però, Johnson va ser seleccionat per a l'entrenament de pilots de combat i va rebre el número de servei 754750 amb el rang de sergent . Johnson i diversos centenars més es van formar a Cambridge i a la segona ala inicial de formació. Mentre s'assignava aquí, Johnson va aprendre la instrucció militar bàsica.
Al desembre de 1939, Johnson va començar la seva formació inicial a la 22 EFTS (Elementary Flying Training School), Cambridge. Va volar només tres vegades el desembre de 1939 i vuit el gener de 1940, totes com a segon pilot. El 29 de febrer de 1940, Johnson va volar en solitari per primera vegada a un Tiger Moth N6635. El 15 de març i el 24 d'abril, va passar una prova de vol de 50 minuts seguida de dos vols nocturns l'endemà. El principal instructor de vol el va aprovar el 6 de maig. Després es va traslladar a 5 FTS a Sealand abans de completar la formació a 7 OTU (Unitat de Formació Operativa) - RAF Hawarden a Gal·les volant el Miles Miles N7454 on va aprendre el seu instrument, la navegació, la qualificació de vol nocturn i va practicar aterratges forçats. Un cop acabat l'entrenament el 7 d'agost de 1940, Johnson va rebre les seves ales i va ser immediatament ingressat a la Direcció General de Deures de la RAF com a oficial de pilot amb 55 hores i 5 minuts volant en solitari.
El 19 d'agost de 1940, Johnson va volar per primera vegada un Spitfire. Durant les properes setmanes, va practicar la manipulació, vol de formació, atacs, escalades de batalla, aeròbica i dogfight. Durant els seus vols d'entrenament es va estancar i va estavellar un Spitfire. Johnson tenia les corretges de l'arnès massa soltes i es va empènyer les espatlles, revelant que la seva anterior lesió de rugbi no s'havia curat correctament. El Spitfire va fer un llaç a terra, arrencant una de les potes del soterrani i forçant l'altra cap a dalt a través del pla principal del port. El comandant (CO) va excusar Johnson, ja que el camp aeri curt era difícil aterrar per a un pilot sense experiència. Tanmateix, Johnson va tenir la impressió de que seria vigilat de prop i va pensar que si cometés un altre error, "segurament seria expulsat". Johnson va intentar embalar l'espatlla ferida amb llana, sostinguda al seu lloc per cinta adhesiva. També va apretar les corretges per reduir les vibracions mentre volava. Les mesures van resultar inútils i Johnson va trobar que havia perdut la sensació a la mà dreta. Quan va submergir la pressió va agreujar la seva espatlla. Sovint va intentar volar només amb la seva mà esquerra, però els Spitfires havien de manejar-se amb les dues mans durant qualsevol cosa que no fos simples maniobres. Tot i les dificultats amb les seves ferides, el 28 d'agost de 1940, el curs va ser completat. Johnson tenia 205,25 hores en tipus operatius, incloses 23,50 amb Spitfire.

#### Reaparició de la lesió
Després de l'entrenament, a l'agost de 1940, va ser enviat breument al 19è Esquadró com a oficial de prova. A causa de dificultats en l'equip, el 19è Esquadró no van poder completar l'entrenament de Johnson i va deixar la unitat. El 6 de setembre de 1940 Johnson va ser enviat al 616 esquadró a RAF Coltishall. El líder de l'esquadró HL "Billy" Burton va agafar Johnson en un vol d'entrenament de 50 minuts a la X4055. Després del vol, Burton va impressionar a Johnson les dificultats del tir en desviament i la tècnica d'un tret de matar des de posicions de línia recta o de prop de línia; el deure del número dos que no tenia com a objectiu enderrocar els avions enemics sinó assegurar la cua del líder. Burton també va dirigir Johnson cap a alguns elements bàsics tàctics crítics; la importància de mantenir una bona formació de batalla i l'ús tàctic del sol, els núvol si l'altura. Cinc dies després, Johnson va volar una patrulla de X-Raid a Spitfire X4330, qualificant-se per la barra de la batalla d'Anglaterra.
L'antiga lesió de Johnson el va seguir molestant i va trobar que volar avions d'alt rendiment com el Spitfire era extremadament dolorós. Els metges de la RAF li van donar dues opcions; podia tenir una operació que corregiria el problema, però això volia dir que es perdria la batalla d'Anglaterra o es convertiria en un instructor d'entrenament que volava el lleuger Tiger Moth. Johnson va optar per l'operació. Havia esperat un tractament discret, però la paraula va arribar aviat al CO, i Johnson va ser retirat de les tasques de vol i enviat a l'Hospital RAF de Rauceby. No va tornar a l'esquadró fins al 28 de desembre de 1940. L'oficial comandant Burton va portar Johnson per a un vol de prova el 31 de desembre de 1940 a Miles Magister L8151. Després dels 45 minuts de vol, va aprovar el bon estat de Johnson per volar.

## Segona Guerra Mundial
Johnson va tornar al vol operatiu a principis de 1941 al 616 esquadró, que formava part de l'Ala Tangmere. Johnson es trobava sovint volant al costat del comandant de ala Douglas Bader i l'as australià Tony Gaze. El 15 de gener de 1941, Johnson, el recentment nomenat cap d'esquadró Burton i l'oficial pilot Hugh Dundas, que va arribar a l'esquadró el 13 de setembre de 1940, es va enlairar per oferir la cobertura d'un comboi de North Cotes. El controlador va vectorar la parella en un avió enemic, un Dornier Do 17. Tots dos van atacar el bombarder i es van perdre de vista i l'un a l'altre. Tot i que els controladors van interceptar senyals de socors del bombarder Johnson no el va veure caure. Se'ls va atribuir un avió enemic danyat. Va ser l'única vegada que Johnson va combatre amb un bombarder alemany. A finals de gener, Johnson havia afegit altres 16.35 hores de vol a Spitfires.
Durant els mesos d'obertura, Johnson va volar com a pilot de caça nocturn. El fet d'utilitzar els combatents de dia per actuar com a combatents nocturns sense radar no va tenir gran èxit en interceptar els bombarders alemanys durant The Blitz; l'única acció de Johnson es va produir el 22 de febrer de 1941 quan va danyar un Messerschmitt Bf 110 amb un Spitfire R6611, QJ-F. Una setmana després, l'esquadró de Johnson va ser traslladat a RAF Tangmere a la costa del canal. Johnson estava ansiós per veure el combat després de només 10,40 hores operatives i va donar la benvinguda a la perspectiva de conèixer a l'enemic de Tangmere. Si els alemanys no van reprendre el seu assalt, l'ala havia de portar-los la lluita.
El novembre de 1940, el mariscal de l'aire Sholto Douglas es va convertir en l'Oficial de l'Aire Comandament (AOC) del Comandament de Caces de la RAF. El 8 de desembre de 1940, una directiva del personal aeri va demanar escombratges ofensives del sector. Va ordenar operacions a Bèlgica i França. Les operacions havien de ser realitzades per tres esquadrons per assetjar les defenses aèries alemanyes. El 10 de gener de 1941 es van iniciar els atacs de circ enviant petites formacions de bombarders protegits per un gran nombre de caces. L'escalada de les operacions ofensives al llarg del 1941 es va dissenyar per desgastar la Luftwaffe, ja que el comandament de Douglas va adoptar una posició cada cop més ofensiva. Aquestes operacions es van fer conegudes com l'ofensiva del Circ. Trafford Leigh-Mallory, AOC del Grup 11, va escriure la instrucció d'operacions núm. 7, que havia escrit el 16 de febrer. Leigh-Mallory va exposar sis operacions diferents per als caces del dia: Ramrod (escolta de bombarders amb la missió principal la destrucció de l'objectiu); Fighter Ramrod (El mateix objectiu on els combatents van escorcollar combatents a atacs de terra); Roadstead (operacions d'escorta de bombarders i anti-navegació); Fighter Roadstead (la mateixa operació que Roadstead però sense bombarders) juntament amb Rhubarb (operació d'atac a terra durant el mal temps) i operacions Circus .

### Ofensives Circus
El primer contacte de Johnson amb els caces de motor únic enemic no va sortir tal com estava previst. Bader va emprendre una patrulla amb Dundas com a número dos. Johnson va seguir en la seva secció com a número tres amb Whaley "Nip" Heppell custodiant la cua com a Red Four. Johnson va veure tres Bf 109s uns quants centenars de metres més amunt i viatjaven en la mateixa direcció. Johnson, oblidant-se de denunciar amb tranquil·litat el nombre, el tipus i la posició de l'enemic, va cridar: "Mireu Dogsbody!" (Senyal de crida de Bader). Aquesta trucada només es podia fer servir si el pilot en qüestió corria un perill imminent de ser atacat. La Secció es va trencar en totes direccions i es va dirigir cap a Tangmere. L'error va provocar una vergonyosa reprovació de Bader al debat.
Johnson va volar diverses operacions sobre França, incloent les missions d'atac a terra del Rhubarbb que Johnson odiava; considerava que era una pèrdua de pilots. D'aquesta manera s'havien perdut diversos pilots de caça. El tinent de vol Eric Lock i el comandant d'ala Paddy Finucane van morir a les operacions Rhubarb l'agost de 1941 i el juliol de 1942, respectivament. El Cap d'esquadró Robert Stanford Tuck seria capturat realitzant una operació similar el gener de 1942. Durant aquest temps, Dundas i altres pilots també van manifestar la seva insatisfacció amb les tàctiques de formació que s'utilitzaven a l'ala. Després d'una llarga conversa durant les primeres hores, Bader va acceptar els suggeriments dels seus pilots sèniors i va acceptar l'ús de tàctiques més flexibles per disminuir les possibilitats de ser sorpresos. Els canvis tàctics van suposar l'operació de solapament de línies de formació al llarg de formacions semblants a la formació alemanya Quatre-Dits. Tot seguit, la tàctica va ser usada per tots els pilots de la RAF a l'ala.
El primer ús d'aquestes tàctiques per l'ala Tangmere va ser el 6 de maig de 1941. L'ala va enfrontar-se a Bf 109-F del Jagdgeschwader 51, dirigida per Werner Mölders. Vist que els alemanys que s'acostaven a sota i darrere d'ells, els Spitfires van fingir desconeixement. A l'espera del moment òptim per tombar la truita, Bader va demanar que es trenquessin i que se situessin darrere dels Bf 109s. Malauradament per a l'Aka Tangmere, mentre que la tàctica havia tingut èxit en evitar un atac de sorpresa, el trencament es va fer malament. Va deixar alguns Bf 109 encara al darrere dels Spitfires. En la batalla que va seguir després l'ala va abatre un Bf 109 i va fer mal a un altre, tot i que Dundas va ser abatut per segona vegada en la seva carrera i, un cop més, per Mölders, que havia quedat darrere dels britànics. Dundas va poder dirigir el seu caça malmès de nou a la base i a caure a terra.

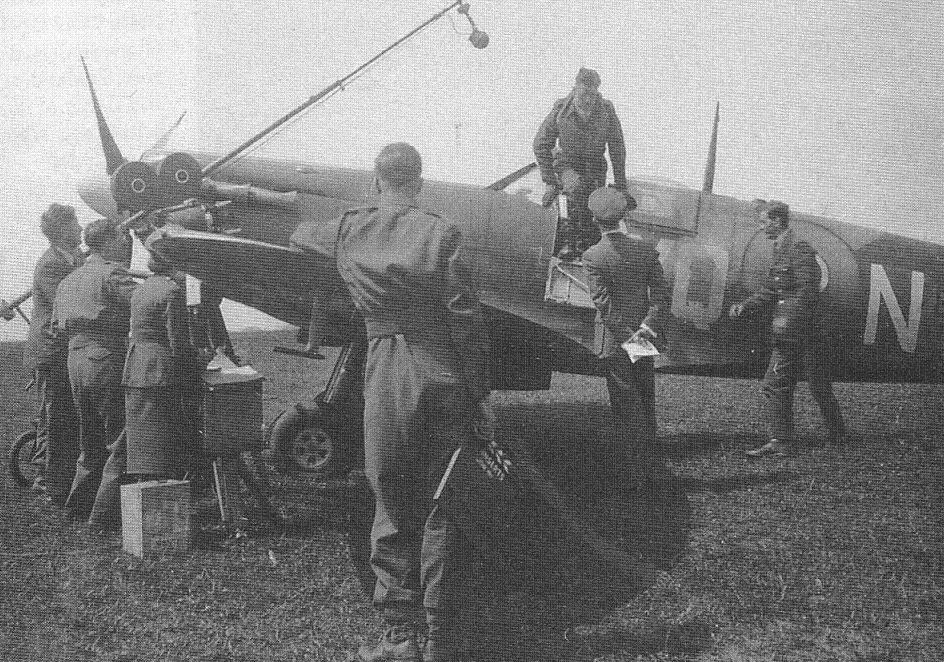
Johnson surt de la cabina abans d'esperar als mitjans de comunicació, RAF Kings Cliffe, 1941

Un mes després, Johnson va obtenir la seva primera victòria aèria. El 26 de juny, Johnson va participar al Circ 24. Creuant la costa a prop de Gravelines, Bader va advertir de 24 Bf 109 a prop, al sud-est, davant de l'ala. Els Bf 109 van veure els britànics i es van dirigir per atacar la part inferior del 610 Esquadró des de la part posterior. Mentre mirava tres Bf 109s sobre ell que es capbussaven al port, Johnson va perdre de vista el seu comandant de l'ala a 15.000 peus. Immediatament un Bf 109E va volar davant seu i es va girar lleugerament fins a posar-se a 150 metres. Després de rebre cops, el capó del Bf 109 va ser alliberat i el pilot va saltar. Diversos pilots del 145 Esquadró van ser testimonis de la victòria. Havia emprat 278 rondes dels canons del P7837. El Bf 109 va ser un dels cinc perduts per Jagdgeschwader 2 aquell dia.
Una nova acció va seguir. L'1 de juliol de 1941 va gastar 89 rondes i va fer mal a un Bf 109E. La secció de Bader va ser atacada i Johnson va resultar atacant. Disparant, va veure glicol corrent al darrere. El 14 de juliol, l'ala Tangmere va volar el Circus 48 cap a St Omer. Quan es va perdre la vista de l'esquadró, Johnson i la seva ala van sortir a terra cap a 3.000 peus després de veure tres avions. Passant per darrere d'ells, els va identificar com a Bf 109Fs. Johnson es va capbussar per a pujar i davall al lloc cec de l'enemic. Tancant-se a 15 m, li va donar a Bf 109 una ràfega de dos segons. La cua es va estirar i el parabrisa del Messerschmitt quedà cobert d'oli. Johnson va veure que els altres Bf 109 es baixaven de control. Després d'haver perdut el seu ala, Johnson es va desvincular. Pujant i creuant la costa a Etaples, Johnson va rebotar un BF 109E. Amb una persecució en una immersió de 2.000 peus i disparant a 150 metres, va observar alguna cosa que volava des de l'ala de estribord del Bf 109. Johnson no es va poder veure més degut al parabrisa cobert amb oli i no va presentar cap reclamació. La seva segona victòria va ser probablement l'Unteroffizier R. Klienike, III./Jagdgeschwader 26 que es va donar com desaparegut.
El 21 de juliol, Johnson compartí la destrucció d'un altre Bf 109 amb l'oficial pilot Heppell. L'home d'ala de Johnson va desaparèixer durant la batalla. El sergent Mabbet va resultar ferit de mort, però es va desembarcar a prop de St Omer. Impressionats amb el seu vol hàbil mentre estava malferit, els alemanys el van enterrar amb honors plens. El 23 de juliol, Johnson va danyar un altre Bf 109. Durant aquesta batalla Adolf Galland, Geschwaderkhabitore (comandant de l'ala) del JG 26 va ser ferit; va salvar-li la vida una placa de cuirassa recent instal·lada darrere del cap.
Johnson va participar en la missió del 9 d'agost de 1941 en la qual Bader es va perdre sobre França. Aquell dia, Douglas Bader s'havia quedat sense el seu habitual aler Sir Alan Smith que no va poder volar per indisposició. Durant el trànsit, Johnson va destruir un solitari Messerschmitt Bf 109. Johnson va volar com a home d'ala cap a Dundas a la secció de Bader. Quan l'ala travessava la costa, es van informar al voltant de 70 Bf 109 a la zona, els avions de la Luftwaffe superaven l'ala de Bader per 3:1. Bader va trobar un grup de Bf 109s a 1.000 metres per sota d'ells, Bader va dirigir un rebot a un grup inferior. Les formacions es van enderrocar i la batalla aèria es va convertir en una massa d'avionss;
| « | Em va semblar que el perill més gran era una col·lisió en lloc de ser abatut, és a dir que tan a prop érem tots. Teniem els 109 que vàrem rebotar llavors (líder d'esquadrons) Holden va baixar amb la seva secció, de manera que hi havia molts avions... a 50 metres de distància. Va ser horrible ... tot el que podríeu pensar era sobreviure, sortint d'aquesta massa d'avions. | » |

Johnson va sortir de la massa dels avions i va ser immediatament atacat per tres Bf 109s. El més proper es trobava a 100 m. Mantenint un gir fort i ajustat en espiral, es va capbussar al núvol i es va dirigir immediatament cap a Dover. Sortint del núvol, Johnson va veure un sol Bf 109. Sospitant que era un dels tres que el van perseguir, va buscar els altres dos. En no veure res, Johnson va atacar-lo i va disparar-lo. Va ser la seva quarta victòria. Johnson va acabar el seu compte afegint una victòria probable el 21 d'agost. Però havia estat un dia i un mes dolents per l'ala. Els atacs de Cirub i de Rhubarb havien tingut un cos pel Comandament de Caces de 108 aparells. Els alemanys en van perdre només 18. El 4 de setembre de 1941 Johnson va ser ascendit a tinent de vol i va ser guardonat amb la Creu dels Vols Distingits (DFC).
Les darreres victòries de Johnson de l'any es van aconseguir el 21 de setembre de 1941. Escortant Bristol Blenheims a Gosnay, les ales de la coberta superior no van aconseguir la cita amb els bombarders. A prop de Le Touquet a les 15:15 i uns 20.000 peus, la secció de Johnson va ser atacada per 30 Bf 109s. Johnson va trencar i va girar cap a darrere un Bf 109F. Apropant-se a un quart de popa i lleugerament per sota, Johnson va disparar el tancament de 200 a 70 metres. L'oficial pilot Smith de la secció de Johnson va observar que el pilot saltà. Perseguit per diversos avions enemics, Johnson va baixar fins a terra. A uns 10 quilòmetres de Le Touquet, altres Bf 109s van atacar. Permetent que els alemanys es tanquessin dins del rang, Johnson va fer un fort gir a mà esquerra. El va portar a la cua d'un Bf 109. Johnson va disparar i es va escapar a 50 metres. El Bf 109 va ser colpejat, aturat i es va estavellar al mar. Johnson va ser perseguit fins a 10 milles al sud de Dover. Les dues victòries van fer que el total d'avions abatuts per Johnson fos de sis, convertint-lo oficialment en un as de l'aviació. A l'hivern de 1941, Johnson i el 616è Esquadróes van traslladar a tasques d'entrenament. L'estranya patrulla de combois va ser abandonada, però va ser un període inactiu per a l'Escamot que ara havia conclòs el seu "recorregut per Tangmere".

### De Cap d'Esquadró a Comandant d'Ala
El 31 de gener de 1942, l'esquadró es va traslladar a la RAF Kings Cliffe. Després d'uns quants mesos, el Comandament de Caces de la RAF va reprendre la seva política ofensiva l'abril de 1942, quan el clima va eliminar les operacions a gran escala. Johnnie va volar set escombrades aquell mes. Però la situació ara havia canviat. El Spitfire V havia estat una pedra a la sabata per al Bf 109F, però, els alemanys havien introduït un nou caça: el Focke-Wulf Fw 190. Era més ràpid a totes les altituds per sota dels 25.000 peus, posseïa un rol més ràpid. ritme, estava més fortament armat i podia descendir i enfilar-se al Spitfire. Només al seu torn, el Spitfire va superar el Fw 190. La introducció d'aquest nou combatent enemic va donar lloc a taxes de baixes més altes entre els esquadrons de Spitfire fins que es va poder produir un nou model de Spitfire. Johnson reclamà un Fw 190 malmès el 15 d'abril de 1942, però observà de el Fw190 tenia el millor dels pilots britànics durant la major part de 1942:
| « | Sí, el 190 ens estava causant problemes reals en aquest moment. El podríem superar, però no podríeu girar tot el dia. A mesura que el nombre de 190s va augmentar, també va disminuir la profunditat de les nostres penetracions. Ens van conduir de nou a la costa realment. | » |

El 25 de maig, Johnson va experimentar una missió insòlita. La seva secció atacava un Dornier Do 217 portant marques britàniques, a quatre milles a l'oest de la seva base. Johnson va permetre als tres pilots inexperts atacar-lo, però només van aconseguir danyar el bombarder. Dies després, el 26 de juny de 1942, Johnson va ser guardonat amb la barra per a la seva DFC. A finals del mes es van rebre notícies més benvingudes, com que els primers Spitfire Mk IX van començar a arribar a les unitats de la RAF. El 10 de juliol de 1942, Johnson va ser ascendit al rang de cap d'esquadró,efectiu el 13 de juliol, i va rebre el comandament del 610è Esquadró.
En les operacions de "rubarb" sobre França, el comandant de l'ala de Johnson, Patrick Jameson, va insistir que s'utilitzés la formació de la línia de popa que va fer que Johnson es posés en dubte per què tàctiques com la quatre dits no havien estat adoptades universalment. Johnson va criticar la manca de coherència tàctica i quan el seu esquadró volava la coberta superior, canviava sovint a la quatre dits tan bon punt arribaveb a la costa francesa, amb l'esperança que el seu líder de l'ala no s'adonés.

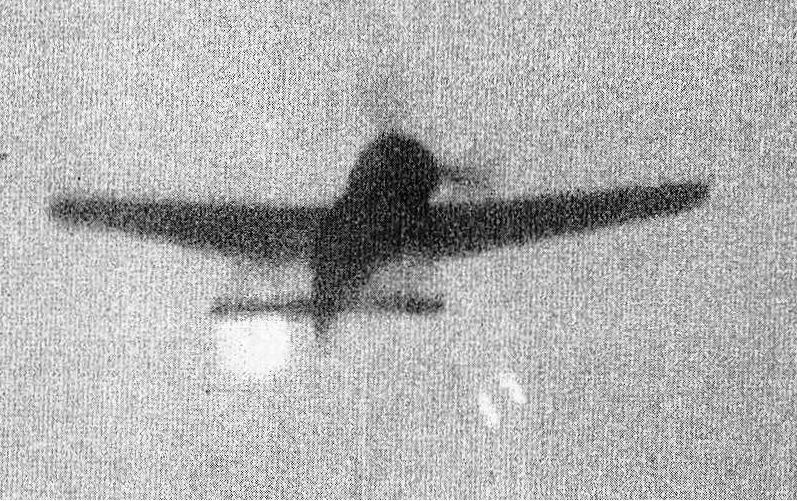
Fw 190 d'Erich Borounik sota el foc de Johnson, el 23 d'agost de 1943. Borounik va ser la 19a victòria de Johnson

L'agost de 1942, es van començar a preparar per a una operació important, Jubilee, a Dieppe. L'atac a Dieppe va tenir lloc el 19 d'agost de 1942. Johnson va començar a les 07:40 a Spitfire VB. EP254, DW-B. Volant enmig de 50 Bf 109s i Fw 190 en quatre, parells i individualment. En un atac d'escalada, Johnson va abatre un Fw 190 que es va estavellar al mar i va compartir la destrucció d'un Bf 109F. Mentre tornava a la base, Johnson va atacar una alerta Fw 190 que es trobava amb el cap d'atac. La dogfight va descendir de 8.000 a zero peus. Sobrevolant Dieppe, Johnson es va llançar cap a un destructor amb l'esperança que el seu foc allunyés el Fw 190, ara a la seva cua. La moviment va funcionar i Johnson va aterrar al RAF West Mallinga les 09:20. Per a la resta de l'any, l'esquadró va ser traslladat a RAF Castletown el setembre de 1942 per protegir la flota de la Royal Navy a Scapa Flow.
Johnson va prendre el comandament de l'127a Ala RCAF amb seu a RAF Kenley després de Nadal i van rebre els nous Spitfire IX: la resposta als Fw 190. Després de guanyar un probable contra un Fw 190 el febrer de 1943, Johnnie va seleccionar Spitfire EN398 després d'un vol de prova de 50 minuts el 22 de març de 1943. Es va convertir en la seva nau regular. Ser comandant de l'ala significava que les seves inicials es podrien pintar a la màquina. Els seus Spitfires ara portaven JE-J. També se li va assignar el senyal de trucada "Greycap".
Johnson va decidir canviar l'enfocament tàctic de l'ala. Ràpidament va obligar l'ala a abandonar les tàctiques de la línia de popa per a la formació quatre dits que oferia molta més seguretat en el combat; permetent a diversos pilots participar en la exploració del cel dels avions enemics per evitar un atac, i també ser capaços de localitzar i situar la seva unitat per a un atac sorpresa contra l'enemic. Johnson va modificar les seves unitats. Va llançar missions d'atac a terra en què es van veure obligats a participar pilots de caça molt entrenats. Va abandonar les missions d'atac a terra sempre que podia. Durant aquestes setmanes, l'ala de Johnson va escortar bombarders de les forces aèries de l'exèrcit dels Estats Units (USAAF) a objectius a França. Amb una barrera de caça, Ramrod 49, Johnson va destruir un Fw 190 per la seva vuitena victòria, el Unteroffizier Hans Hiess del 6. Staffel va saltar, però el seu paracaigudes no va poder obrir-se.
La primavera va resultar molt concorreguda; Johnson va reivindicar tres Fw 190 danyats dos dies després. Els dies 11 i 13 de maig va destruir un Fw 190 per aconseguir la 10a victòria aèria individual mentre compartia la destrucció d'un altre en la data posterior i un Bf 109 l'1 de juny. Al juny, es van assolir cinc victòries contra la Fw 190. El 15 de juny, en van ser reclamats dos més. El 17 de juny, mentre dirigia l'ala sobre Calais Johnson, va rebotar un dels Gruppen de la JG 26 dirigits per Wilhelm-Ferdinand Galland. Va abatre l'Unteroffizier Gunther Freitag, el 8 de juliol de 26, que va morir. El 24 de juny, va reclamar una destruït i una danyar i una altra victòria el 27, i va fer arribar el total a 15.
Johnson va obtenir més èxit al juliol. La USAAF va començar la Setmana de Blitz ; un esforç concentrat contra els objectius alemanys. Escortant bombarders nord-americans, Johnson va destruir tres Bf 109 i va fer malbé un altre, l'últim va ser abatut el 30 de juliol; el seu compte era de 18. Al Comandament de Caces encara no existia un procediment de formació estàndard, i l'ús que va fer el dit quatre de Johnson va fer que l'ala es distingís a l'aire. L'Ala 144 va rebre el sobrenom de "Wolfpack". El nom va romandre fins que va ser traslladada a un Advanced Landing Ground (ALG) a Lashenden i va ser rebatejada com a 127a Ala RCAF, part de la Segona Força Aèria Tàctica de la RAF sota el comandament del 83è Grup.
La tàctica va resultar reeixida en l'ala canadenca. Johnson va aconseguir les seves victòries 19 a 21 els dies 23 i 26 d'agost, mentre que va reclamar una altra Fw 190 el 4 de setembre de 1943. La 19a victòria de Johnsons es va obtenir contra l'Oberfeldwebel Erich Borounik el 10/26 de juliol, que va morir. La 21a víctima de Johnson, l'Oberfeldwebel Walter Grunlinger 10./JG 26, també va morir.
El retrat de Johnson està inclòs en un muntatge de divuit pilots pintats per Olive Snell a RAF Westhampnett el 1943; ara es troba a la col·lecció Goodwood al mateix lloc.

### De Normandia al Rin

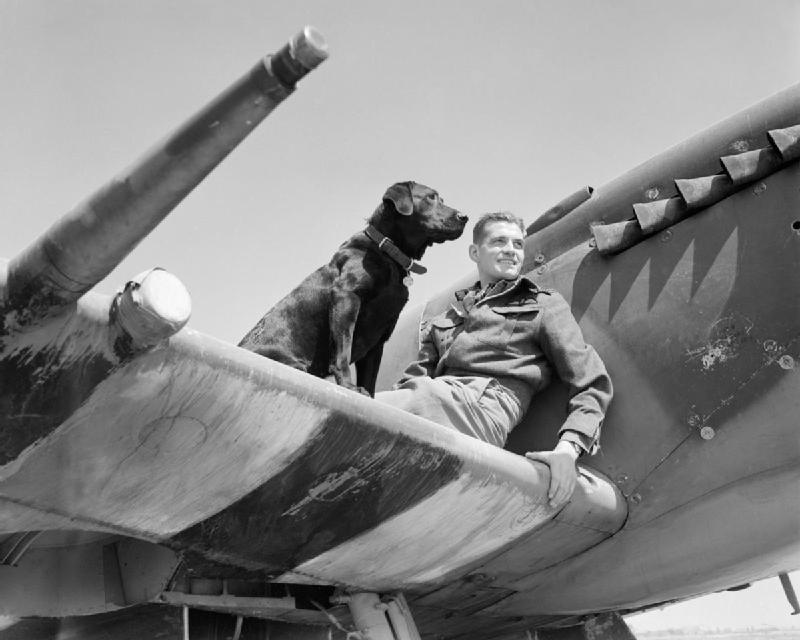
Johnson amb el seu gos labrador, Sally, a l'ala del seu Spitfire a Normandia, entre juny-agost de 1944

Durant la batalla de Normandia i els desembarcaments del Dia D, Johnson va seguir marcant regularment. Les seves victòries 22a i 23a es van assolir el 25 d'abril de 1944 i Johnson es va convertir en el màxim as que encara estava operatiu. Aquestes victòries van ser seguides per un altre Fw 190 el 5 de maig (núm. 24); el III./JG 26 van perdre el Feldwebel Horst Schwentick i l'Unteroffizier Manfred Talkenberg durant la batalla. Després del desembarcament a França el 6 de juny de 1944, Johnson es va afegir al seu compte, reclamant cinc victòries aèries el mateix mes, incloent dos Bf 109 el 28 de juny. La missió en què Johnson va registrar la seva 26a victòria el 22 de juny va ser especialment eficaç; quatre Fw 190 més van caure a la seva ala. Després d'atacar una formació de Bf 109s i Fw 190s, va derrotar un Bf 109 per la seva 29a victòria. Cinc dies després, Johnson va destruir dos Fw 190 per aconseguir les seves 30 i 31a victòries aèries.
L'ala de Johnson va ser la primera a estacionar-se en sòl francès després de la invasió. Amb el seu radi d'acció ara molt estès en comparació amb els esquadrons que encara es trobaven a Gran Bretanya, l'ala va anotar molt durant l'estiu. El 21 d'agost de 1944, Johnson dirigia l'esquadrilla núm. 443 en una patrulla sobre el Sena, a prop de París. Johnson va atacar una formació de Focke-Wulf Fw 190, i en va abatre dos, que es van gravar a la càmera de cinema. Pujant al seu punt de partida a 8.000 peus, Johnson va intentar unir-se a una formació de sis avions, va pensar que eren Spitfires. Els combatents eren en realitat Messerschmitt Bf 109s. Johnson es va escapar realitzant una sèrie de fortes pujades, durant les quals gairebé es va detenir i es va fer negre. Finalment va evadir els Messerschmitts, que havien intentat flanquejar-lo a banda i banda, mentre que dos més es van enganxar a la cua. El seu Spitfire IX va ser colpejat pel foc dels avions enemics una única vegada, rebent impactes de canó al timó i elevadors. Johnson havia igualat i va superar el rècord de 32 de Sailor Malan i va anotar dos Fw 190 per a les seves 32-33 victòries aèries. Tot i això, Johnson va considerar que les victòries de Malan eren millors. Johnson assenyala que, quan Malan va lluitar (durant 1940-41), ho va fer superat en nombre i havia igualat l'enemic fins aleshores. Johnson va dir:
| « | Malan havia lluitat amb molta distinció quan les probabilitats eren contra ell. Va combinar el seu grapat de Spitfires contra un nombre molt superior de caces i bombarders de la Luftwaffe. Havia estat obligat a lluitar contra una batalla defensiva pel sud d'Anglaterra i sovint en un desavantatge tàctic, quan els Messerschmitts de cobertura superior [Bf 109 i Bf 110s] estaven al sol. Sempre havia lluitat contra l'ofensiva i, després del 1941, tenia un esquadró, una ala o de vegades dues ales darrere meu. | » |

El setembre del 1944, l'ala de Johnson va participar en accions de suport a l'operació Market Garden als Països Baixos. El 27 de setembre de 1944, l'última victòria de la guerra de Johnson va ser sobre Nijmegen. El seu vol va atacar una formació de nou Bf 109s, un de les quals va ser abatut per Johnson. Durant aquest combat, el líder de l'esquadró Henry "Wally" McLeod, de la Reial Força Aèria Canadenca, i el seu esquadró s'havien unit a Johnson. Durant aquesta acció, McLeod va desaparèixer, possiblement abatut per Siegfried Freytag del Jagdgeschwader 77.
L'ala rarament va veure avions enemics durant el restant de l'any. Només l'1 de gener de 1945 els alemanys van aparèixer en gran nombre, durant l'operació Bodenplatte per donar suport al seu vacil·lant atac a les Ardenes. Johnson va ser testimoni de l'atac alemany a l'aeròdrom de la seva ala a Brussel·les-Melsbroek. Va recordar que els alemanys semblaven poc experimentats i el seu tir era "atroç". Johnson va dirigir una patrulla Spitfire per evitar que una segona onada d'aeronaus alemanyes ataqués, però no va fer cap avió enemic, ja que no hi va haver cap atac de seguiment. A partir de finals de gener i fins a la major part de febrer, Johnson va reduir el temps de vol.
Al març de 1945, Johnson patrullà mentre que les operacions Plunder i Varsity empenyien els exèrcits aliats a Alemanya. No hi havia gaire rastre de la Luftwaffe. En el seu lloc es van realitzar nombroses operacions d'atac a terra. El 26 de març, l'ala de Johnson va ser traslladada a Twente i va ser ascendit a capità del grup. Dies després Johnson va prendre el comandament de l'ala 125. El 5 d'abril, després de tornar de patrullar amb un Spitfire Mk XIV MV268, va apagar el motor de la mateixa manera que un Bf 109 va volar per sobre. Veient el Spitfire, es va produir un atac; Johnson es va cobrir sota el seu combatent mentre les defenses del camp aeri van abatre el 109. El 16 d'abril de 1945, l'ala de Johnson es va traslladar a la RAF Celle a Alemanya.
Durant la darrera setmana de la guerra, l'esquadró de Johnson va volar patrulles sobre Berlín i Kiel, mentre la resistència alemanya s'estavellava. Durant un vol sobre el centre d'Alemanya que buscava caces de reacció, l'esquadró de Johnson va atacar els aeròdroms de la Luftwaffe. En una sola sortida, la seva unitat va atacar i destruir 11 Bf 109 que es preparaven per enlairar-se. En una altra sortida, un transport enemic va ser albirat, però va prendre una acció evasiva i es va retirar de nou a territori controlat alemany, però els pilots de Johnson va disparar cap avall. En una altra ocasió, Johnson va interceptar un vol de quatre Fw 190. Els combatents alemanys, però, van girar les ales per assenyalar la intenció no hostil i la unitat de Johnson els va escortar a un aeroport a la RAF.
Després de la capitulació alemanya el maig de 1945, Johnson es va traslladar amb la seva unitat a Copenhaguen. Aquí, la seva associació amb el 350è esquadró belga de la RAF el va portar a ser premiat a la Creu de Guerra amb Palma i el rang d'oficial de l'orde de Leopold amb Palmes.

## Postguerra
Johnson va rebre una comissió permanent per la RAF després de la guerra inicialment com a líder d'esquadró, en la promoció al Comandant de l'Ala (el seu rang de guerra) convertint-se en Tactics OC en el Central Fighter Establishment de la RAF West Raynham a Norfolk.

### Guerra de Corea
Durant un intercanvi publicat a la Força Aèria dels Estats Units, el 1950 va servir a la guerra de Corea pilotant un Lockheed F-80 Shooting Star, i després va volar els F86 Sabres amb el Comandament Aeri Tàctic de la Força Aèria dels Estats Units. Johnson no va deixar cap registre escrit de les seves experiències però al final del seu recorregut va rebre la medalla de l'Aire i la Legió del Mèrit dels Estats Units.

### Servei posterior a la RAF
El 1951, Johnson va comandar una ala a RAF Fassberg, una estació de la Segona Força Aèria Tàctica de la RAF a l'Alemanya Occidental.
El 1952, va ser ascendit a capità de grup i va comandar RAF Wildenrath a Alemanya Occidental fins a 1954.
Des de 1954 fins a 1957 va ser subdirector d'operacions (DD (Ops)) al Ministeri de l'Aire de Londres.
El 1956 va publicar les seves memòries de guerra, Wing Leader.
El 20 d'octubre de 1957, Johnson es va convertir en oficial a el comandament de RAF Cottesmore al Regne Unit, a el comandament d'una estació responsable del bombarder V Victor.
El 1960 va ser ascendit a comodor de l'aire i va assistir al curs de l'Imperial Defense College (IDC) a Londres i el juny de 1960 va ser nomenat comandant de l'orde de l'Imperi Britànic (CBE) per la seva tasca com a comandant de l'estació a Cottesmore.
Després del curs, va ser enviat a la seu del grup no 3 de la RAF del Comandament de Bombers a la RAF Mildenhall.
L'1 d'octubre de 1963 va ser ascendit a vicemariscal de l'aire i va exercir com a comandant per a oficials aeris (AOC) RAF a l'Orient Mitjà amb seu a Aden.
El 1964 va publicar el seu llibre Full Circle, història de la lluita aèria, coescrit amb Percy "Laddie" Lucas, ex membre del Parlament i cunyat de Douglas Bader.
El 1965, en retirar-se de la RAF, va ser nomenat company de l'Ordre del Bany (CB).

### Vida posterior
Johnson fou tinent adjunt al comtat de Leicestershire el 1967. Va establir el Johnnie Johnson Housing Trust. El 1969 i el 2001 l'associació d'habitatges gestionava més de 4.000 propietats.
Després de la mort del pilot de caça WW2 RAF, Douglas Bader, el 1982, Johnson, Denis Crowley-Milling i Sir Hugh Dundas van constituir la Fundació Douglas Bader, per continuar donant suport a organitzacions benèfiques per discapacitats, de les quals Bader era un partidari apassionat.
Johnson també va ser el primer a reconèixer les habilitats de Robert Taylor, artista de l'aviació, als anys vuitanta. Les imatges dels avions i les escenes de batalla en format imprès van començar a popularitzar-se i va ajudar a Taylor a promocionar-les. L'empresa va tenir èxit i els fills de Johnson van establir les seves pròpies xarxes de distribució als Estats Units i la Gran Bretanya.
Johnson va passar la major part dels anys vuitanta i noranta com a orador principal, captació de fons i dedicant temps a les seves aficions; viatjant, pescant, filmant i passejant els seus gossos. Johnson va aparèixer al veterà programa de televisió britànic This Is Your Life el 8 de maig de 1985, 40è aniversari del dia de la Victòria a Europa. Entre els convidats del programa hi havia l'as de caça alemany Walter Matoni. La propaganda britànica en temps de guerra havia suposat que Johnson havia desafiat a Matoni a un duel personal; una versió d'esdeveniments negada per Johnson. Els dos homes es van disposar a reunir-se després de la guerra, però no van poder fer-ho fins al programa de televisió. Entre altres convidats es trobava Hugh Dundas, "Nip" Heppel, que va volar al costat de Johnson en la seva primera operació, en què va guanyar una reprovació de Bader, Crowley-Milling, l'ex comandant de l'ala de Johnson, Patrick Jameson, i el seu oncle, Charlie Rossell, que en aquell moment tenia més de 100 anys.

## Vida personal
Quan adolescent Johnson es va fascinar per la velocitat i es va unir al Melton Car Club amb dos amics de la seva infantesa. Johnson va gaudir de l'estil de vida dels cotxes i de les "noies ritmes". Tot i que tenia molts primers interessos, Johnson es va establir després i va fer la seva família. El 14 de novembre de 1942, Johnson es va casar amb Pauline Ingate a Norwich durant un permís. Hugh Dundas va actuar com a padrí i també hi va participar el fill de Lord Beaverbrook, el comandant de l'ala Max Aitken. Durant la guerra Pauline va treballar per al servei de bombers. Van tenir dos fills: Michael (16 d'octubre de 1944) i Chris (nascut l'1 de desembre de 1946). Després que la parella se separés, Johnson va viure amb la seva parella Janet Partridge.
El 30 de gener de 2001, Johnson, de 85 anys, va morir de càncer. El 25 d'abril del 2001 va tenir lloc un servei de commemoració a St Clement Danes i es van interpretar els himnes Jerusalem i I Vow to The My Country . Els seus fills van escampar les seves cendres a la finca de Chatsworth a Derbyshire. L'únic monument era un banc dedicat a ell al seu lloc de pesca preferit de la finca; la inscripció es diu "A la memòria d'un pescador".

## Historial de promocions
Sergent – agost de 1939
 Oficial Pilot - 7 d'agost de 1940
 Tinent de vol - 4 de setembre de 1941
 Cap d'esquadró - 13 de juliol de 1942
 Comandant d'ala - desembre de 1942
 Capità de Grup – 26 de març de 1945
 Comodor de l'Aire - 1960
 Vicemariscal de l'Aire – 1 d'octubre de 1963

## Condecoracions
Company de l'orde del Bany
 Comandant de l'orde de l'Imperi Britànic
  Orde del Servei Distingit amb Dues Barres
 Creu dels Vols Distingits amb Barra
 Estrella de 1939-45 amb Barra "Batalla d'Anglaterra"
 Estrella de les Tripulacions Aèries d'Europa
 Estrella de França i Alemanya
 Medalla de la Defensa
 Medalla de la Guerra 1939-1945
 Medalla de Corea 1950-53
 Oficial de l'orde de Leopold amb Palmes (Bèlgica)
  Creu de Guerra (Bèlgica)
 Comandant de la Legió del Mèrit (Estats Units)
 Creu dels Vols Distingits (Estats Units)
 Medalla de l'Aire (Estats Units)
 Comandant de la Legió d'Honor (França)